# کوراوغلو و کچل‌حمزه
کوراوغلو و کچل‌حمزه داستانی نوشتهٔ صمد بهرنگی است که در بهار ۱۳۴۷ به چاپ رسید.
این داستان متأثر از داستان پهلوانی‌های آذربایجانی کوراوغلو که مربوط به دوران شاه‌عباس است به نگارش درآمده‌است. به نوشتهٔ بهرنگی:
داستان کوراوغلو و آنچه در آن بیان می‌شود تمثیل حماسی و زیبایی از مبارزات طولانی مردم با دشمنان داخلی و خارجی خویش، از قیام جلالی لر و دیگر عصیانهای زمان. در دو کلمه: قیام کوراوغلو و دسته‌اش، قیام بر ضد فئودالیسم و شیوهٔ ارباب و رعیتی است. در عصر اختراع اسلحهٔ آتشین در نقطه ای از آسیا، که با ورود اسلحهٔ گرم به ایران پایان می‌یابد.

## خلاصه داستان
علی کیشی مهتری پیر است که برای خانی به نام حسن کار می‌کند. روزی حسن‌خان بر علی کیشی خشم می‌گیرد و او را کور می‌کند. علی کیشی با دو کره‌اسب افسانه‌ای و پسرش روشن به چنلی بئل (کمرهٔ مه آلود) که کوهستانی است سنگلاخ و صعب‌العبور با راه‌های پیچاپیچ می‌رود و آنجا مسکن می‌گزیند. پس از مرگ علی کیشی، روشن، که اکنون به کوراوغلو (کورزاد) شهرت یافته‌است سر به شورش می‌گذارد و با کمک دو اسب افسانه‌ای‌اش (قیرآت و دورآت) پیروزی‌های علیه خان‌ها به‌دست می‌آورد و پهلوانانی را به دور خود در چنلی بئل جمع می‌کند. حسن‌پاشا، که از طرف خان بزرگ مسئول مقابله با این شورش شده‌است، کچلی به نام کچل‌حمزه را برای دزدیدن اسب کوراوغلو به چنلی بئل می‌فرستد. کچل‌حمزه کوراوغلو را با اشک‌های خود فریب می‌دهد و دورآت را می‌دزدد. کوراوغلو سوار بر قیرآت به تعقیب او می‌پردازد، ولی کچل‌حمزه دوباره سر او را کلاه می‌گذارد و با جا زدن خودش به عنوان یک آسیابان، این بار قیرآت را می‌دزدد. کوراوغلو افسرده و شکست‌خورده به چنلی بئل بازمی‌گردد و از یاران خود سرزنش‌ها می‌شنود، ولی با کمک همسرش نگار روحیه‌اش را بازمی‌یابد و برای بازگرفتن اسبش به مقر حسن‌پاشا در توقات می‌رود. کچل‌حمزه به پاداش دزدیدن اسب کوراوغلو به دامادی حسن‌پاشا درآمده و اکنون مجلس عروسی اوست. کوراوغلو خود را جای عاشیقی جای می‌زند و با موفقیت حسن‌پاشا را گول‌می‌زند، اسبش را پس می‌گیرد، سر کچل‌حمزه را از تنش جدا می‌کند، و با اسبش به دانوب می‌پرد و فرار می‌کند.